# Judi Silvano
Judi Silvano (* 8. Mai 1951 in Philadelphia als Judith Silverman) ist eine US-amerikanische Jazzsängerin, Komponistin und Tänzerin.

## Leben und Wirken
Silvano lernte Flöte, Klavier, Ballett- und modernen Tanz, bevor sie die Temple University besuchte, wo sie 1974 ein Musikstudium absolvierte. Nach einer Europatournee mit einem Ballettensemble ließ sie sich 1976 in New York City nieder. Dort nahm sie privaten Unterricht bei Anne Marie Ross, Mark Murphy und Kirk Nurock. 1980 traf sie Joe Lovano, den sie 1984 heiratete. Gemeinsam gründeten sie das The WinDance Ensemble, mit dem sie eine Reihe von Musik- und Tanzkonzerten in der Washington Square Church gaben; unter anderen wirkten Kenny Werner, Bill Frisell, Joey Baron und Billy Drewes mit. Daneben gab sie in dieser Zeit Workshops für Musik und Bewegung an der New School for Social Research.
1981 holte sie Michael Bocian (mit Kenny Werner) zu Aufnahmen für sein Album For This Gift. 1987 gründete sie mit Lovano das Label JSL Records. Nach einer Europatournee mit Lovanos Wind Ensemble (mit Bill Frisell, Tim Hagans und Paul Motian; Album Worlds) gründete sie 1990 ihre erste eigene Vokalgruppe Voices of Juniper, mit der sie den ersten Preis der Brooklyn Lager Band Search für ihre Arrangement von Stücken Ellingtons, Monks, Hadens und Harrells und eigene Kompositionen gewann. 1992 erschien mit Dancing Voices ihr erstes Album als Bandleader.
In der Folgezeit entstandenen weitere eigene Alben und Alben gemeinsam mit Lovano. Seit 1997 unterrichtete sie Gesang an der Rutgers University; im Folgejahr beteiligte sie sich am Banff International Centre for the Arts' Summer Jazz Workshop; auch in der Folge gab sie Kurse und Workshops.
2000 unternahm Silvano ihre erste Europatournee als Bandleader, wobei sie in Brüssel ein Album mit Mal Waldron einspielte. 2001 wirkte sie mit den Muhlenberg College Dancers und der Choreographin Susan Creitz am Projekt Travellin' Without A Clue mit und arbeitete mit dem Gitarristen James Emery. 2002 gründete sie ihr zweites Vokalensemble Voices Together.
Sie trat mit Leanne Averbach und mit Golda Solomon zu Jazz- und Lyrik-Konzerten auf und arbeitete mit Musikern wie Dena DeRose und Scott Lee und dem Pianisten Russ Lossing und beteiligte sich an Bob Meyers Projekt Sephardic Meets Jazz (mit Brad Shepik, John Menegon und Loren Stillman). Mit Adam Kolker, Ben Allison und Gerry Hemingway gründete sie das Quartett Cleome, mit dem sie 2008 in veränderter Besetzung ein Live-Album vorlegte.

## Diskographische Hinweise
- Dancing Voices mit Joe Lovano, Salvatore Bonafede, Kenny Werner, Tim Hagans, Scott Lee, Jeff Hirshfield, Val Hawk, Holly Durniak, Spencer MacLeish, 1992
- Paintings mit Kenny Werner, Billy Drewes, Erik Friedlander, 1993
- Vocalise mit Joe Lovano, Oscar Noriega, Dave Ballou, Vic Juris, Drew Gress, Bob Meyer, 1997
- Celebrating Sinatra mit Joe Lovano, 1997
- Songs I Wrote, Or Wish I Did mit Victor Lewis, Larry Goldings, Vic Juris, Essiet Okon Essiet, Joe Lovano, 2000
- James Emery / Joe Lovano / Judi Silvano / Drew Gress Fourth World, 2001
- Judi Silvano & Mal Waldron Riding a Zephyr, 2002
- Judi Silvano & Joe Lovano Sound Garden - Spirit Music, 2003
- Let Yourself Go mit Michael Abene, Rufus Reid, Newman Taylor Baker, Dick Oatts, Ingrid Jensen, Roger Rosenberg, Akua Dixon, Dan Silverman, Jamie Baum, Mayra Casales, Nita Goodgal, 2004
- Women’s Work
- Cleome - Live Takes mit George Garzone, Gerry Hemingway, Michael Formanek bzw. John Lindberg, 2008
- Judi Silvano & Michael Abene My Dance, 2014
- Judi Silvano & The Zephyr Band Lessons Learned mit Kenny Wessel, Bruce Arnold, Adam Kolker, Joe Lovano, Ratzo Harris, Bob Meyer, Todd Isle